# Delia caledonica
Delia caledonica este o specie de muște din genul Delia, familia Anthomyiidae, descrisă de Assis-fonseca în anul 1966. Conform Catalogue of Life specia Delia caledonica nu are subspecii cunoscute.